# Esteve Vergés i Galofre
Esteve Vergés i Galofre (Barcelona, 11 de gener de 1854 - Barcelona, 29 de juliol de 1926), astrònom català. Fou catedràtic de cosmografia de la Universitat de Saragossa (1911). Es doctorà en ciències exactes per la Universitat de Barcelona (1873), on fou professor numerari (1889-1905) abans d'ocupar la càtedra (1911-1924). Soci fundador de la Sociedad Económica Graciense de Amigos del País (1882), fou després numerari de la Societat Econòmica Barcelonesa d'Amics del País (1897). Casat el 1895 amb Elisa de Trias i Tastàs, filla de Josep de Trias i Travesa i germana de Josep Antoni.